# 을축갑회도 및 죽림갑계문서
을축갑회도 및 죽림갑계문서(乙丑甲繪圖 및 竹林甲稧文書)는 충청북도 청주시 청원구 내수읍에 있는, 청원지방에 살던 인조 3년(1625) 을축생 11명의 선비가 36세 되던 현종 1년(1660)에 친목모임 을축갑계를 만들고 그린 기념화와 계문서이다. 1983년 11월 30일 충청북도의 유형문화재 제135호로 지정되었다.

## 개요
청원지방에 살던 인조 3년(1625) 을축생 11명의 선비가 36세 되던 현종 1년(1660)에 친목모임 을축갑계를 만들고 그린 기념화와 계문서이다.
을축갑회는 숙종 12년(1686)에 계원 7명이 청주 보살사를 배경으로 나란히 앉아 있고, 그 앞에 자손들이 서 있는 모습을 의인화상이 그린 기념 그림이다.
계의 문서는 변숙이 작성한 갑계기록과 송시열이 지은 발문, 이후직이 쓴 화상설, 그리고 축시 등이 있다. 계원들이 지켜야 할 규약 12항목으로, 부모나 부인이 상을 당하면 서로 왕래한다는 것 등 상부상조의 내용과 모임의 운영에 관한 일을 주내용으로 하고 있다.
그후 후손들이 친교를 이어 받들어 경북 청원군 북일면에 죽림영당을 세웠으나 1979년에 공군 비행장 건설로 철거되어 매봉산 기슭의 현 위치에 죽림영당을 옮겨 봄, 가을에 제향하고 있다.

## 참고 자료
- 을축갑회도 및 죽림갑계문서 - 국가유산청 국가유산포털